# Layou (Dominica)
Layou è un centro abitato della Dominica, situato nella parrocchia di Saint Joseph, alla foce del fiume Layou, dal quale prende il nome.